# Loverdrive
Loverdrive — третий студийный альбом российской электро-рок-группы Punk TV.
От предыдущих лонгплэев Loverdrive отличал не только более жесткий гитарный звук, но и относительно короткий хронометраж. Более того, три трека уже выходили ранее на «Sunderground EP» и были лишь незначительно перемикшированы для альбома. Во многом это объясняется тем, что после расставания с продюсерской компанией группа финансировала производство альбома самостоятельно, однако на качестве фонограммы экономить не стала. Финансовые сложности не отразились и на материале, более того, две песни Комарова «Every Minute is OK» (первоначальное инструментальное демо записал Кельман) и «Voices» считаются возможно лучшими в репертуаре Punk TV. Пластинка получила восторженные рецензии критиков и закрепила за группой статус «главной инди-группы страны».

## Оценка прессы

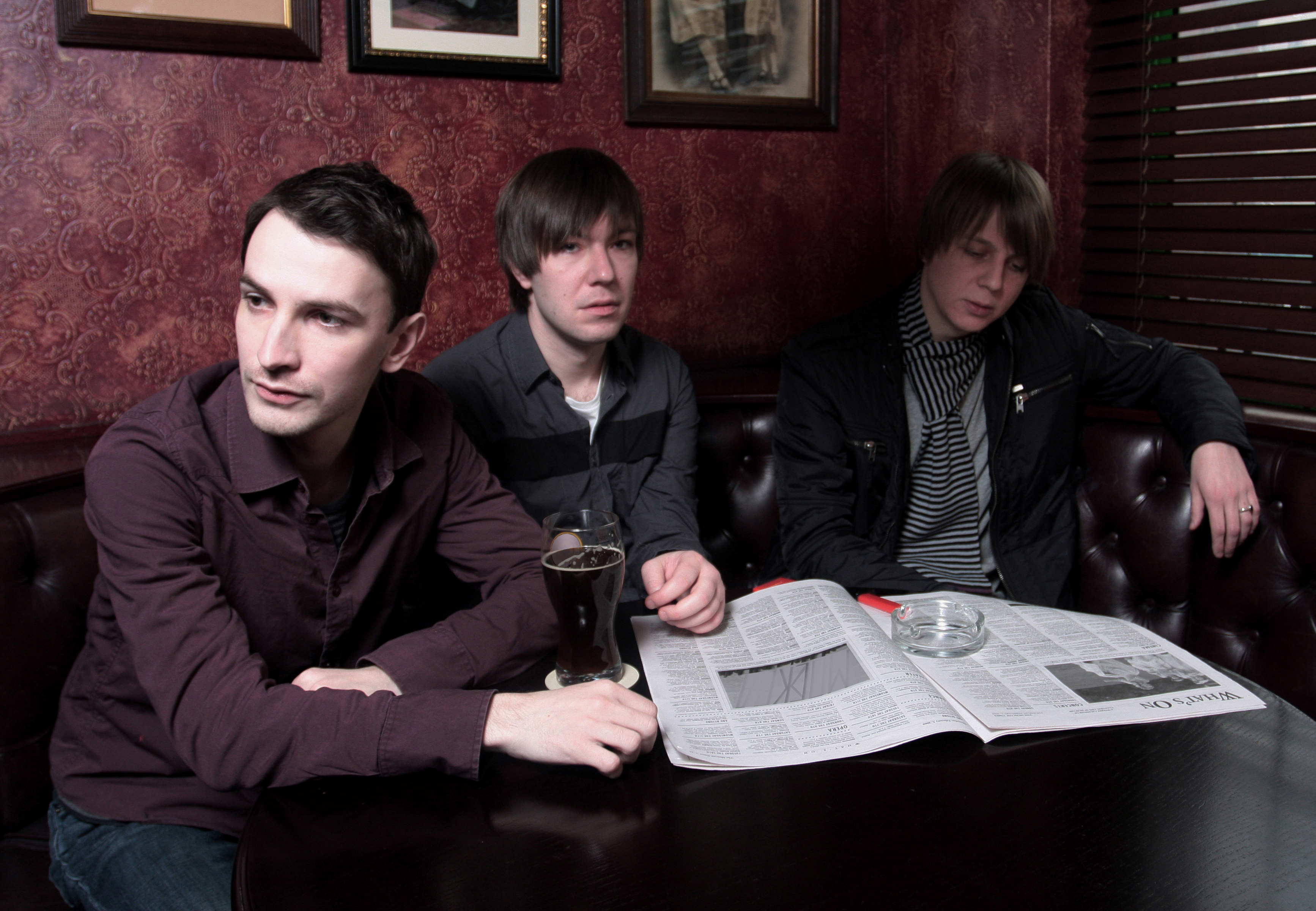
Punk TV промофото к альбому Loverdrive

Выход предыдущего альбома «Music For The Broken Keys» новосибирцев Punk TV вызвал бурю восторгов: наконец-то у нас появилась группа, ни в чём не уступающая героям! Новый диск «Loverdrive» ещё раз подтверждает, что все лестные отзывы в адрес Punk TV оправданны: да, перед нами та самая команда, которая, выступая на разогреве у своих учителей Happy Mondays, может запросто их убрать. На «Loverdrive» Punk TV продолжают гнуть свою линию: это все тот же динамичный дэнс-рок с элементами электро и шугейзинга, только звук получился чуть более грязным, чем на прошлом диске.— Илья Зинин, Rolling Stone Россия, Июнь 2007

В записи, Punk TV это «мэдчестер», идущий ударными темпами электро-рок, стремительный шугейз на синтетических подошвах — здорово; все сыграно по уму, по делу и по сердцу.— Александр Горбачёв, Afisha.ru

После второго альбома «Music For the Broken Keys» (2007) сравнение с Chemical Brothers остается жить только в тех рецензиях, чьи авторы не слышат дальше пресс-релиза. На самом же деле общего минимум: просто отличный электро-рок, в котором гитары и синтезаторы не глушат друг друга, а счастливо сосуществуют. Следующие шаги: переезд в Москву из Новосибирска, тур по всей России, участие в крупных фестивалях, совместная песня с «Би-2» в ротации MTV и радио «Максимум». А теперь новый альбом — новый уровень. «Loverdrive» — это все тот же ненапряженный товарищеский матч между командами гитар и синтезаторов, такая же упругая накрутка семплеров и расслабленная гитарная романтика. Но при этом музыка Punk TV словно вырвалась из оков и освободилась от грузившей слушателей тяжести. Раньше треки стелились по земле за счет густо замешанных семплов и перегруженных гитар, теперь их разрывает во все стороны: перешедшие в верхний регистр синтезаторы стремятся в космос, сочный бас спускает обратно на землю, а гитары звучат из какой-то отдаленной невесомости. Иногда все эти элементы так точно сочетаются, что от музыки начинаешь получать чуть ли не физическое удовольствие. На «Loverdrive» есть готовый радиосингл «Комета» с вокалом от «Би-2» и почти безупречный хит «Voices», напоминающий о лучших днях группы Primal Scream — будет просто преступлением, если программные директора посчитают эти песни недостойными эфира. К тому же именно Punk TV стоит поставить во главу всей колонны новой русской музыки. В конце концов, именно вокалист Володя Комаров приложил руку к продюсированию любимой хипстерами группы Manicure. Выход и дальнейшая судьба «Loverdrive» — момент истины для всего этого движения: или оно пойдет дальше, или ему грубо укажут, что место его в небольших московских клубах. Но даже если и не пойдет, главного Punk TV добились: они уже ни разу не «русские Chemical Brothers», а просто Punk TV — и этого достаточно.— Георгий Биргер, TimeOut Москва

Для девяти новых композиций команда приготовила более плотную инструментальную начинку, так сказать, более калорийную. А можно сказать, и более драйвовую — о чём, не очень-то и шифруясь, сообщает название «Loverdrive». И это драйв не столько чисто музыкальный, сколько дорожный, скоростной. Большинство композиций — готовые саундтреки для тех, кому не сидится дома: это и «Every Minute Is OK», и «Sunderground», и «Wintersample», и «Blackmail», полный шпионского драматизма, и, конечно, «13th Ave Flash», в котором вам обеспечат эскорт с сиренами.— Joy Tartaglia, Music.com.ua

Punk TV — это больше чем просто группа, это целое явление на нашей сцене со всеми вытекающими последствиями. По сравнению с предыдущими работами, «Loverdrive» более выверенный, более взрослый. Группа не изменяет своим традициям, это все то же привычное нам звучание, сотканное из множества элементов: нью-вейва, шугейза, постпанка, брит-попа, во главе которого стоит электроника. Особое внимание вызывает композиция «Комета», записанная при участии Шуры из «Би-2», такой творческий союз дал интересный результат. Нехарактерный для музыкантов русский язык, но характерное звучание. Запусти такую песню в широкую и плотную ротацию, её бы ждал успех.— Indievid.ru

К моменту выхода третьего студийного альбома новосибирские модники Punk TV стали настоящими авторитетами в музыкальных кругах. За четыре года, прошедшие после их дебюта, танцевальный постпанк укрепился на передовых позициях столичного клубного фронта. Его аудитория четко очерчена и красиво одета, а главное — она точно есть. Иначе не сотрясали бы интернет бесконечные споры на тему хипстеров и «Солянки». Теперь самое бы время группе попытаться рамки этой аудитории преодолеть. Однако если развитие и есть, то его вектор — расширение инструментальных ландшафтов, эксперименты с синтезаторами и обработкой гитарного звука.— Ъ-Weekend

## Список композиций
Все композиции написаны: музыка Punk TV/слова Владимир Комаров, кроме отмеченных
1. «Happy Birthday» — 03:19 (музыка: Punk TV/Валерий Щенников)
2. «Voices» — 03:59
3. «13th Ave Flash» — 03:31
4. «Every Minute is OK» — 05:00
5. «Kometa» — 04:24 (музыка: Punk TV/Шура Би-2, слова: Михаил Карасев)
6. «Jetlag Sunday» — 01:27
7. «Sunderground» — 03:31
8. «Blackmail» — 04:21
9. «Whintersample» — 03:51 (музыка: Punk TV/Дмитрий Грошев)

## Loverdub
1 Октября 2012 на официальном bandcamp’е группы, в бесплатном доступе, была выложена ремиксовая версия альбома под названием Loverdub.
| №  | Название                                    | Длительность |
| -- | ------------------------------------------- | ------------ |
| 1. | «Happy Birthday» (The Tapeaters remix)      | 3:36         |
| 2. | «Voices» (Valio space remake)               | 10:36        |
| 3. | «13th Ave Flash» (Revoltmeter remix)        | 5:05         |
| 4. | «Every Minute is OK» (Bondage Faires remix) | 2:46         |
| 5. | «Kometa» (Space Holiday Rocks remix)        | 4:16         |
| 6. | «Jetlag Sunday» (Millrock version)          | 5:46         |
| 7. | «Sunderground» (Always Claws vs. Punk TV)   | 4:31         |
| 8. | «Blackmail» (Head In The Shed remix)        | 6:08         |
| 9. | «Whintersample» (FPRF remix)                | 5:45         |

## Участники записи
- Алекс Кельман — программирование, microKORG, гитара
- Владимир Комаров — вокал, бас, гитара, программирование
- Константин Никонов — ударные, оформление обложки и дизайн буклета

Приглашенные музыканты
- Шура Би-2 — вокал и гитара в песне «Kometa»
- Дмитрий Грошев — гитара в инструментальном треке «Whintersample»
- Александр Левченко — программирование
- Антон Севидов — программирование в песне «Voices»

Работники студии
- Сергей Наменко — запись звука
- Юрий Данилин — микширование
- Shawn Joseph — мастеринг